# Archidiocèse de Cologne
Le diocèse de Cologne, en Allemagne, fut fondé au IVe siècle et devint archidiocèse métropolitain de rite romain au VIIIe siècle. Son nom latin est Archidioecesis Coloniensis.
Au XIIIe siècle, l'archevêque de Cologne prend le rang prestigieux de prince-électeur du Saint-Empire, le territoire de l'archevêché se muant en électorat de Cologne.

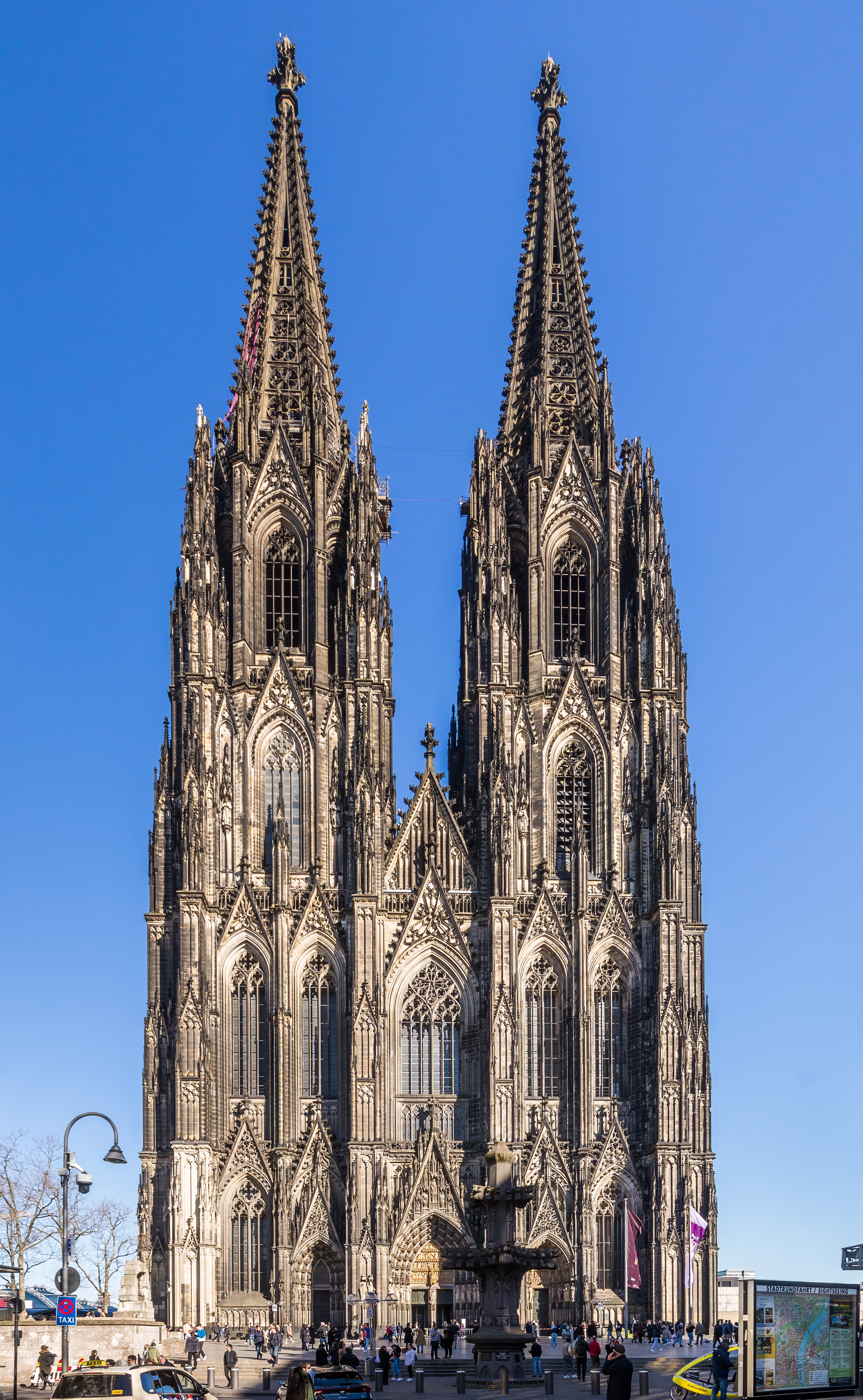
La façade de la cathédrale de Cologne.

## Histoire

### Fondation
L'archevêché de Cologne remonte aux débuts du christianisme dans la ville. À cette époque, Cologne est romaine et les premiers chrétiens doivent se rassembler dans les sous-sol. Le premier évêque attesté de Cologne est Maternus, en 313. Le premier évêque portant un nom franc est Everigisil au VIe siècle. Depuis environ 795, les évêques de Cologne portent le titre d'archevêque.

### Moyen Âge
L'archevêque Rainald de Dassel transfère en 1164 les reliques des Rois mages vers Cologne. Cologne devient alors l'un des plus importants lieux de pèlerinage du monde chrétien. Les nombreux autres saints venant de Cologne, parmi lesquels sainte Ursule et saint Géréon, font que Cologne porte le titre de « Sancta » (sainte) dans le nom de la ville depuis le XIIe siècle, à l'image de Jérusalem, Constantinople et Rome. Le titre complet de Cologne est Sancta Colonia Dei Gratia Romanae Ecclesiae Fidelis Filia.
Depuis l'institution des princes-électeurs au XIIIe siècle et jusqu'en 1803, l'archevêque de Cologne est l'un des sept princes qui élisent le roi des Romains, souverain du Saint-Empire romain germanique. Il est aussi le seigneur temporel de l'électorat de Cologne.
La vieille cathédrale carolingienne n'étant plus adaptée au nombre de pèlerins et à l'importance de l'archevêché, l'archevêque Konrad von Hochstaden pose en 1248 la première pierre de la nouvelle cathédrale gothique. Au cours du temps, les archevêques de Cologne, qui sont désormais aussi les seigneurs temporels de l'archidiocèse électoral, accumulent toujours plus de mésententes avec les bourgeois de la ville de Cologne. Cette mésentente atteint son sommet pendant la guerre de Succession du Limbourg, en 1288, lors de la bataille de Worringen. Les bourgeois de Cologne se battent alors aux côtés des opposants de l'archevêque. Les archevêques perdent alors le pouvoir temporel sur la ville de Cologne elle-même. Elle n'obtiendra toutefois le statut officiel de ville libre d'Empire qu'en 1475.

### La Réforme
Pendant que la structure ecclésiastique de l'archevêché de Cologne est déjà établie autour de l'an 1000 et est restée constante durant tout le Moyen Âge, l'Époque moderne apporte une série de changements complexes. Pour bien les comprendre, il ne faut pas perdre de vue que Cologne avait un triple statut : ville libre d'Empire, siège d'un Électorat dirigé temporellement par l'archevêque, et siège d'un archidiocèse dirigé spirituellement par l'archevêque.
Le développement de la Réforme est resté relativement insensible dans l'évêché de Cologne au XVIe siècle : pas plus d'un dixième des prêtres sont en effet passés à la Réforme. Il s'agit souvent de paroisses qui sont passées à la Réforme contre la volonté du seigneur catholique régnant, comme Wesel ou Soest. Le fait que les ducs de Clèves, Juliers, Berg, ainsi que les comtés de la Marck et Ravensberg  sont restés catholiques a joué un rôle stabilisateur pour l'archevêché. Il faut attendre la prise du duché de Clèves, puis celle de Moers, par le Brandebourg-Prusse en 1609, pour qu'une dynastie protestante règne sur une partie du territoire de l'archidiocèse.

### Le Concordat de 1801
La ville de Cologne est devenue une sous-préfecture d'un des nouveaux départements français créés en vertu du Traité de Lunéville. Le siège épiscopal de Cologne a donc fait partie du territoire français dans lequel la bulle pontificale Qui Christi Domini, prise en exécution du Concordat de 1801 conclu entre le Saint-Siège et la République française, a supprimé tous les sièges épiscopaux, pour n'en recréer que soixante. Le siège de Cologne ne figure pas parmi les sièges recréés : il disparaît purement et simplement. Le territoire de l'ancien diocèse situé sur la rive gauche du Rhin a été attribué au nouveau siège épiscopal de Mayence. Les biens situés sur la rive droite ont été sécularisés.
Le siège de Cologne fut rétabli en 1821 par la bulle De salute animarum (16 juillet 1821). Un archevêque est nommé dès 1824.

## Époque contemporaine

### Abus sexuels
Le siège archiépiscopal est occupé par le cardinal Rainer Woelki depuis juillet 2014. Il provoque une vive polémique et perd la confiance du conseil diocésain de l'archidiocèse de Cologne après qu'il refuse de diffuser un rapport sur des abus sexuels commis sur des mineurs entre 1975 et 2018, réalisé par un cabinet juridique de Munich.
Un second rapport indique que 314 mineurs, principalement des garçons de moins de 14 ans, ont été les victimes de pédophiles, essentiellement par des membres ecclésiastiques, entre 1975 et 2018 dans le diocèse.
Le pape François a décidé d'envoyer deux émissaires, les évêques Anders Arborelius de Stockholm et Johannes van den Hende de Rotterdam, pour enquêter, courant juin 2021,sur la situation dans l'archidiocèse de Cologne.
Le 24 septembre 2021, à six jours de l'ouverture de la troisième session (le 30) du Chemin synodal allemand à propos duquel il a exprimé souvent ses réticences, Rainer Woelki est placé en congé par le pape François, au motif d' « erreurs de communication » dans la gestion des affaires pédophiles.

### Évêchés suffragants
- Diocèse d'Aix-la-Chapelle
- Diocèse d'Essen
- Diocèse de Limburg
- Diocèse de Münster
- Diocèse de Trèves

## Source
- (de) Cet article est partiellement ou en totalité issu de l’article de Wikipédia en allemand intitulé « Erzbistum Köln » (voir la liste des auteurs).